# ألساندرو فارنيزي
ألساندرو فارنيزي (بالإيطالية: Alessandro Farnese)‏ ثالث دوقات بارما وبياشينسا ورابع دوقات كاسترو (روما، 27 أغسطس 1545 ، 3 ديسمبر 1592)، كان واحدا من أعظم قادة القرن السادس عشر، في خدمة إسبانيا. ساعدت انتصاراته على تشكيل الجغرافية السياسية لأوروبا الحديثة. هو حفيد بيير لويجي فارنيزي ابن بابا بولس الثالث الذي يعتبر مؤسس دوقية بارما وبياتشنزا. هو متزوج من انفانتا ماريا من غيمارايش ابنة إدوارد دوق غيمارايش ابن مانويل الأول ملك البرتغال وانجبا 3 أبناء، وخلفه ابنه الوسط رانوتشيو فارنيزي الذي طالب بالعرش البرتغال.

## معرض صور

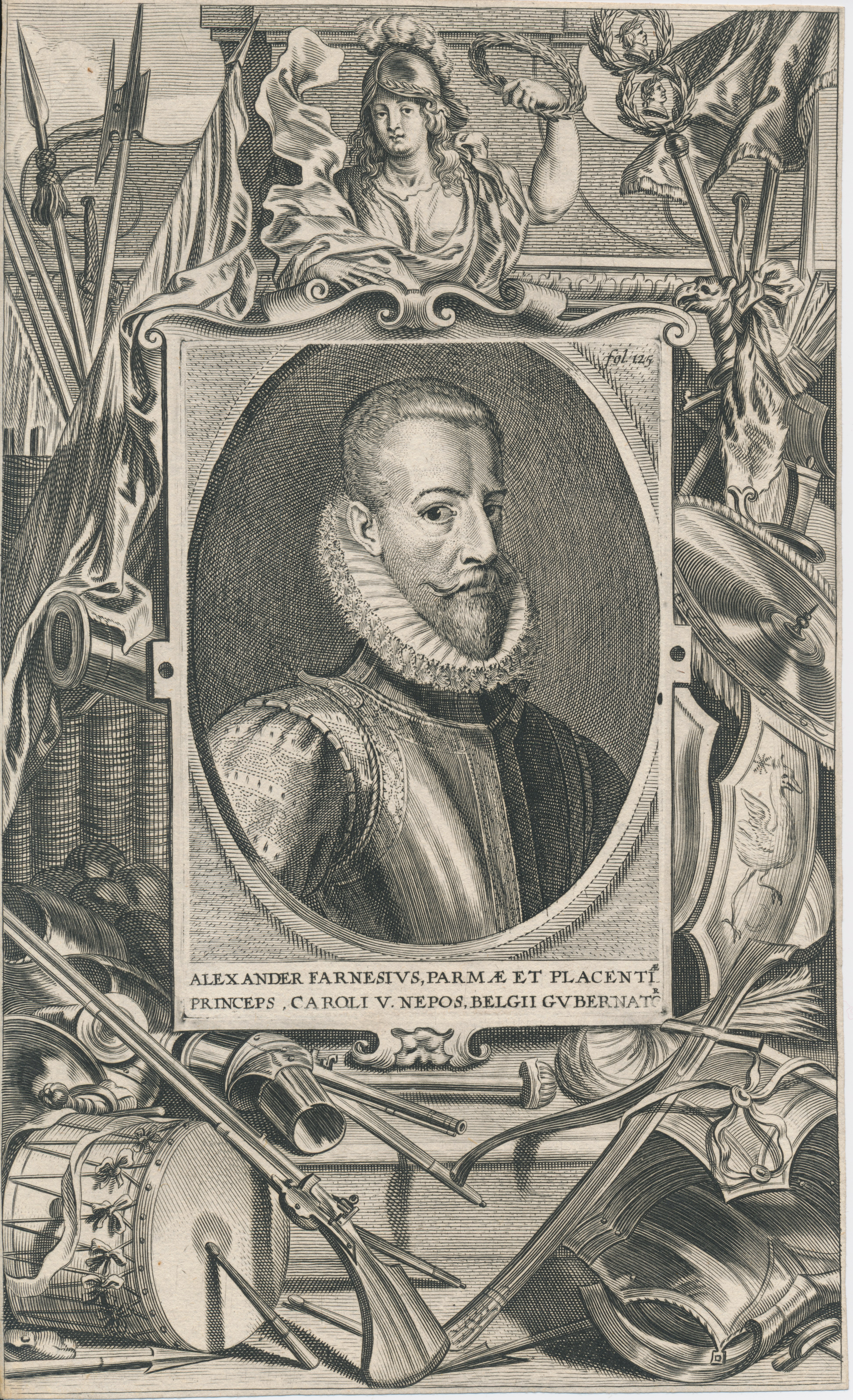
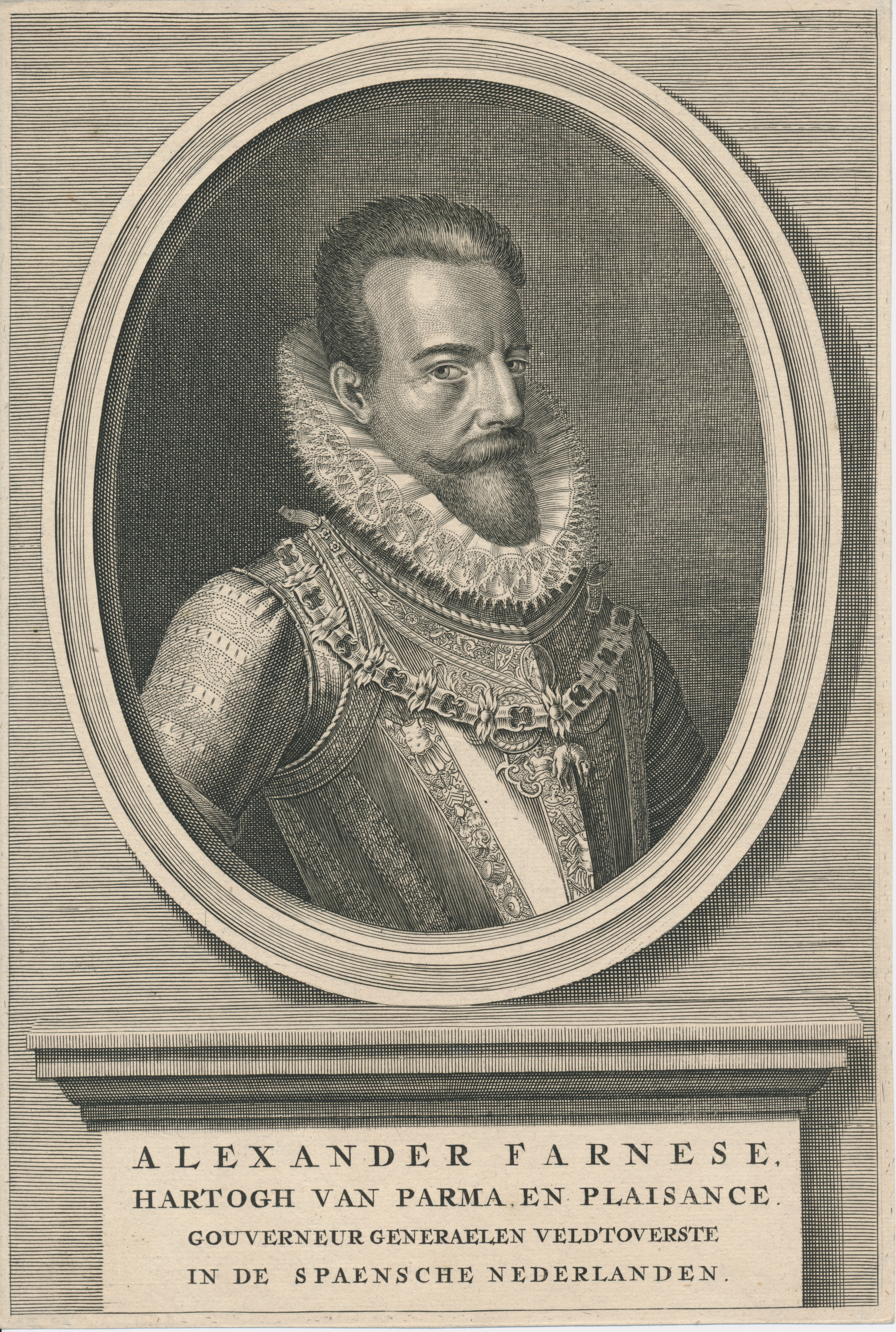
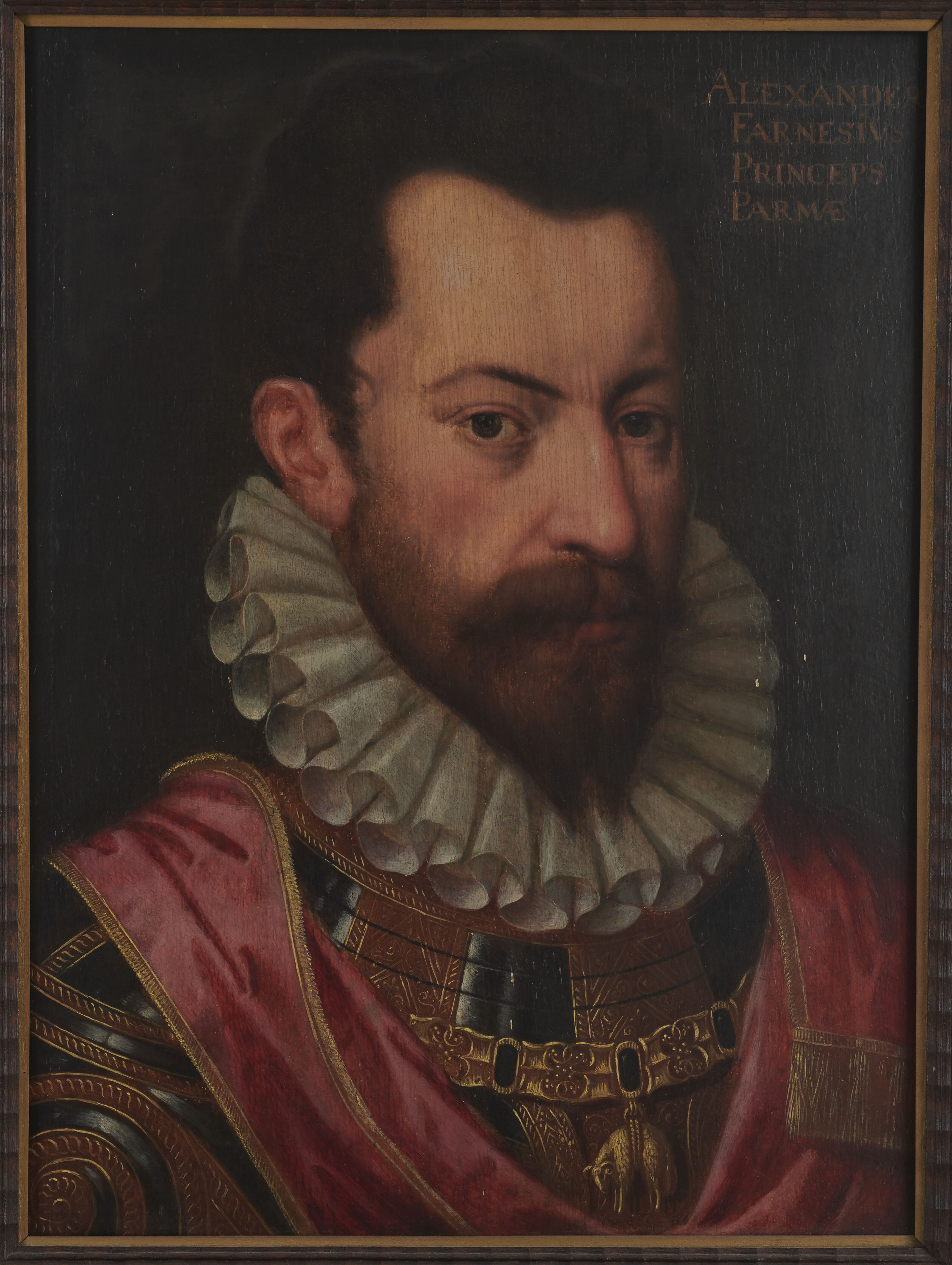
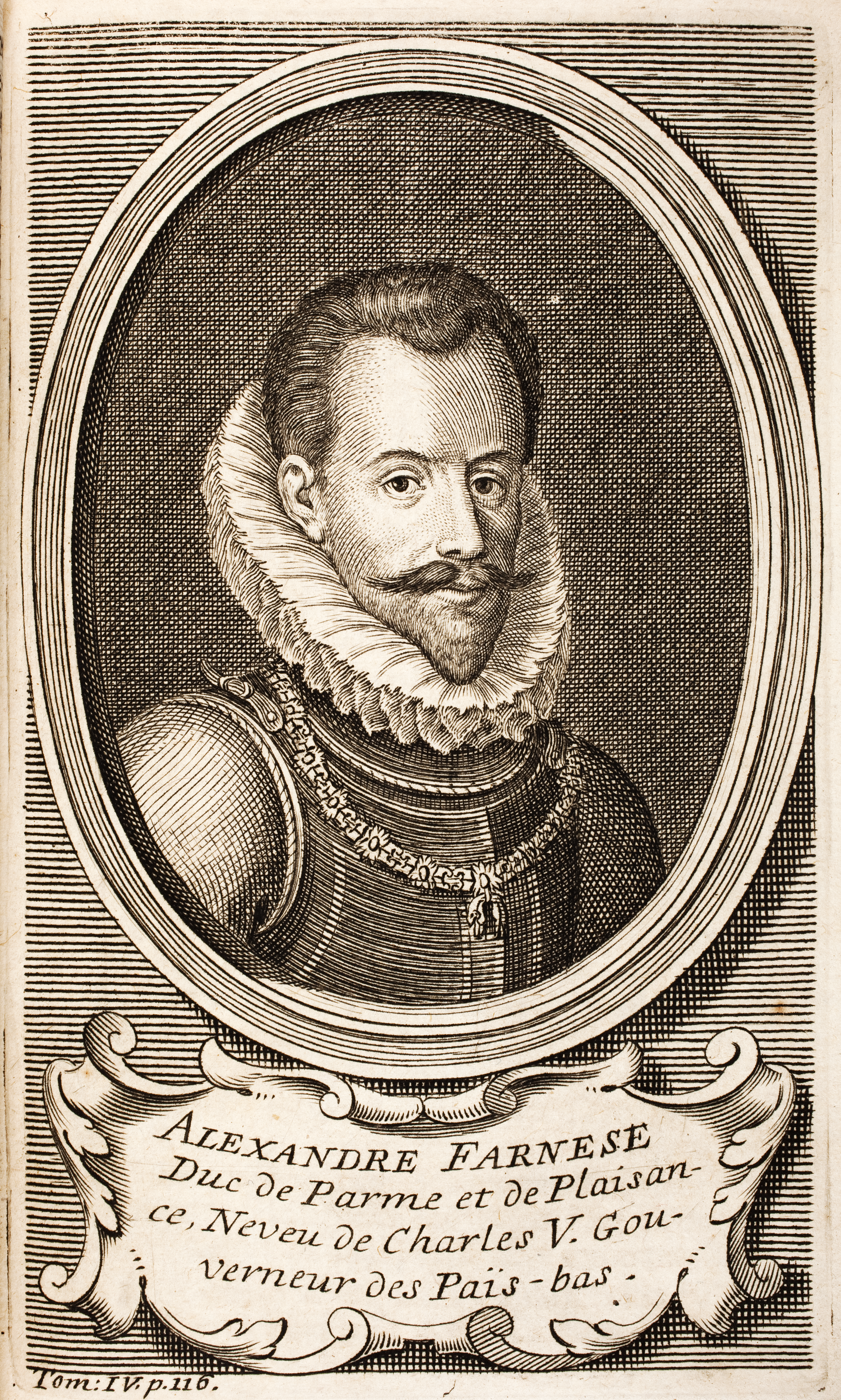

## روابط خارجية
- ألساندرو فارنيزي على موقع الموسوعة البريطانية (الإنجليزية)